# 도동해수욕장
ㆍ경상남도 통영시 욕지면 동항리
ㆍ통영시 욕지면 서산리 도동마을(욕지도 정 서쪽)에 위치한 도동해수욕장은 규모가 조금 작은 까만 몽돌로 이루어진 해수욕장이다.
도동해수욕장은 넓은 몽돌밭과 해안 절벽을 비롯해서 소나무 숲이 한데 어우러져 수영과 휴식을 동시에 즐길 수 있다.
특히 배를 타고 한참을 나가도 물 속이 훤히 보일 정도로 맑고 깨끗한 바다와 그 바다 위에 떠 있는 형형색색의 기암괴석이 절경을 이룬다.